# Silvares (Fundão)
Silvares is een plaats (freguesia) in de Portugese gemeente Fundão en telt 1104 inwoners (2001).